# Daisy Bevan
Daisy Carmen Bevan (* 28. März 1992 in Westminster, London) ist eine britische Schauspielerin. Sie ist die Tochter der Schauspielerin Joely Richardson und des Filmproduzenten Tim Bevan.

## Leben
Bevan kommt aus einer Familie, in der zahlreiche Mitglieder am Theater oder im Film arbeiten. Ihre Eltern sind der Produzent Tim Bevan und die Schauspielerin Joely Richardson, ihre Großeltern sind der Produzent und Regisseur Tony Richardson und die Schauspielerin Vanessa Redgrave, des Weiteren ist sie eine Nichte der Schauspieler Liam Neeson und Natasha Richardson. Ihre Urgroßeltern waren die Schauspieler Michael Redgrave und Rachel Kempson.
Als Bevan ein Jahr alt war, wurde bei ihr eine seltene Kreislaufkrankheit diagnostiziert, die sich vor allem auf ihre Beine auswirkte. Deshalb unterzog sie sich mit 15 mehreren Operationen, was ihre Mutter dazu veranlasste, ihre Rolle in der Serie Nip/Tuck – Schönheit hat ihren Preis über ein Jahr nach hinten zu verschieben. Bevan besuchte die Bedales School in Hampshire. Ihre Schauspielausbildung erhielt sie am Lee Strasberg Theatre and Film Institute in Manhattan.
Erstmals war sie 1998 im Alter von fünf Jahren auf der Leinwand zu sehen, als sie in dem Film Elizabeth auftrat, der von der Produktionsfirma ihres Vaters produziert wurde. 2001 spielte sie die jüngere Version ihrer Mutter in Das Halsband der Königin. 2014 war sie in Hossein Aminis Die zwei Gesichter des Januars zu sehen.

## Filmografie
- 1998: Elizabeth
- 2001: Das Halsband der Königin (The Affair of the Necklace)
- 2014: Die zwei Gesichter des Januars (The Two Faces of January)
- 2015: The Outcast (Miniserie, 2 Episoden)
- 2016: One Crazy Thing
- 2017: Sea Sorrow
- 2018: The Alienist – Die Einkreisung (The Alienist, Fernsehserie, 5 Episoden)
- 2025: Too Much (Fernsehserie, 6 Episoden)